# دولة دمية

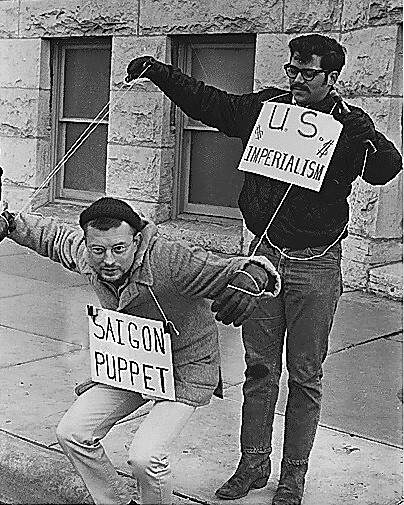

الدولة الدمية هو مصطلح يطلق على دولة يُزعم أنها مستقلة ولكنها في الحقيقة تعتمد على قوة خارجية. تتمتع بالسيادة اسمياً ولكن يتحكم بها بشكل فعلي من قبل دولة أجنبية. تحافظ الدولة الدمية على المظاهر الخارجية للاستقلال مثل العلم، النشيد الوطني، الدستور، رموز القانون وشعار الدولة، بينما هي في الواقع مجرد جزء من الدولة الأجنبية التي أنشأت أو دعمت الحكومة الدمية. لا يعترف القانون الدولي بحالات الدمية المحتلة باعتبارها شرعية.

## خصائصها
تحافظ الدولة العميلة على الأدوات الخارجية للاستقلال (مثل الاسم، والعلم، والنشيد الوطني، والدستور، والقوانين، والشعار، والحكومة)، لكنها في الواقع هي جهاز تابع لدولة أخرى يُنشئ، يرعى أو يتحكم في حكومة الدولة العميلة («الحكومة العميلة»). لا يعترف القانون الدولي بشرعية الدول العميلة المحتلة. يمكن أن تتوقف الدول العميلة عن أن تكون دمى من خلال:
- الهزيمة العسكرية للدولة «الرئيسية» (كما حدث في أوروبا وآسيا عام 1945)،
- الاستيعاب في الدولة الرئيسية (كما في الاتحاد السوفيتي المبكر)،
- الثورة، التي حدثت بعد انسحاب قوات الاحتلال الأجنبية (مثل أفغانستان في عام 1992)، أو
- تحقيق الاستقلال من خلال أساليب بناء الدولة (خاصة من خلال إزالة الاستعمار).

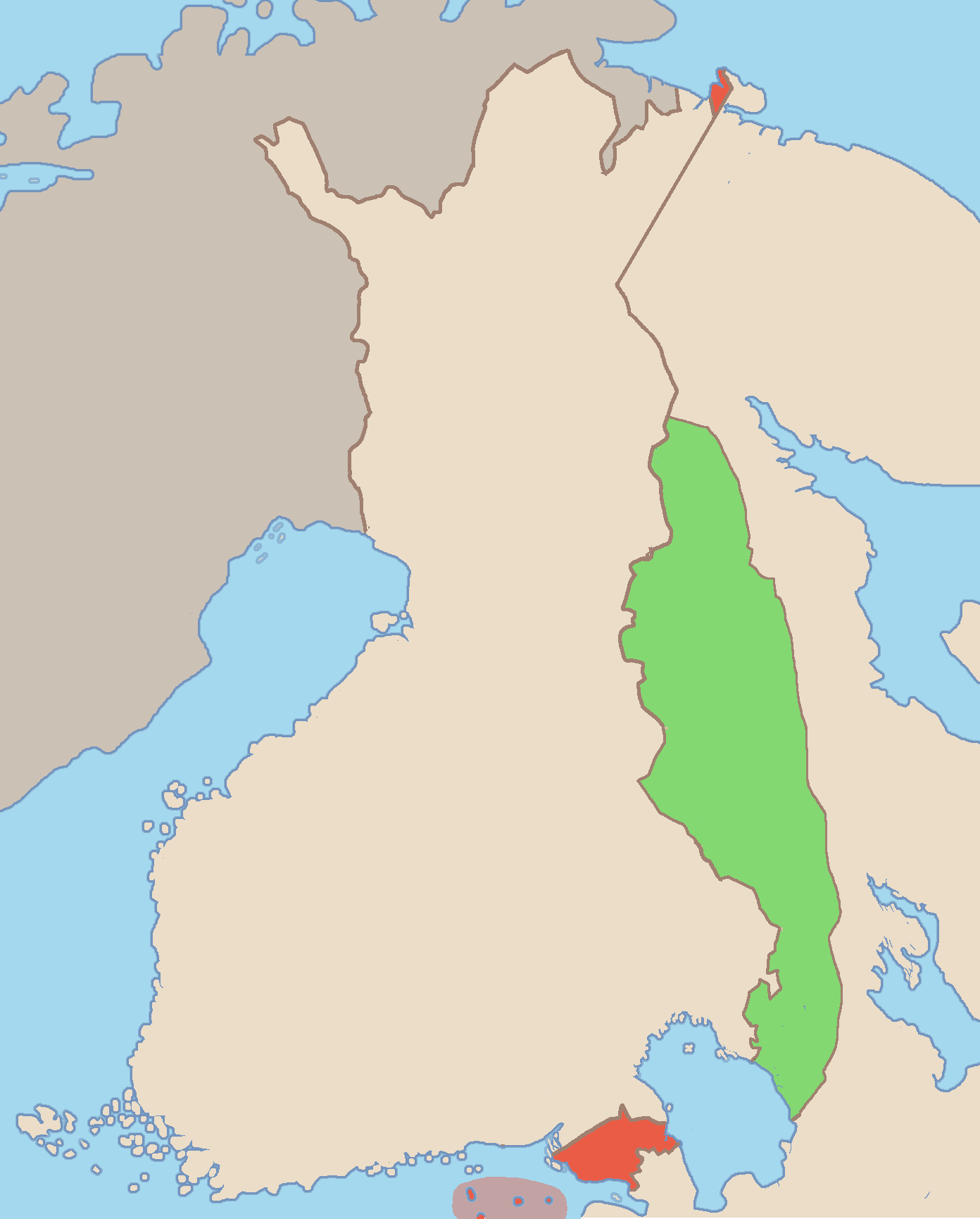
خريطة للجمهورية الفنلندية الديمقراطية (1939-1940)، وهي دولة تابعة للاتحاد السوفياتي لم تدم طويلاً. يشير اللون الأخضر إلى المنطقة التي خطط الاتحاد السوفيتي للتنازل عنها لجمهورية فنلندا الديمقراطية، والأحمر المناطق التي تنازلت عنها فنلندا الديمقراطية للاتحاد السوفيتي.

## المصطلح
المصطلح استعارة تقارن دولة أو حكومة بدمية يتحكم فيها محرك الدمى باستخدام الخيوط. أول استخدام مسجل لمصطلح «الحكومة العميلة» يعود إلى عام 1884، في إشارة إلى خديوي مصر. في العصور الوسطى، كانت دول فاسال موجودة تستند إلى تفويض حكم البلد من ملك إلى رجال نوبل من رتبة أقل. منذ سلام وستفاليا 1648 جاء مفهوم الأمة إلى حيز الوجود حيث كانت السيادة مرتبطة بالأشخاص الذين يسكنون على الأرض أكثر من النبلاء الذين يمتلكون الأرض. مفهوم مماثل مرتبط أساسا بالتاريخ السياسي قبل 19 في القرن التاسع عشر هو Sazerainty، والسيطرة على الشؤون الخارجية لدولة واحدة من جانب آخر.

## نماذج عبر التاريخ
حين أجتاح اليابان غالبية بلدان آسيا خلال فترة الحرب العالمية الثانية، كونت اليابان حكومات مؤقتة تابعة للإمبراطورية اليابانية، فمثلا مملكة لاوس يحكمها رمزيا الإمبراطور اللاوسي بينما لاوس تحت التحكم السياسي والعسكري للإمبراطورية اليابانية.

### في القرن 19
تأسست الجمهورية الباتافية في هولندا تحت الحماية الثورية الفرنسية. في أوروبا الشرقية، أنشأت فرنسا دولة عميلة بولندية لدوقية وارسو. في إيطاليا، تم إنشاء الجمهوريات في أواخر القرن الثامن عشر وأوائل القرن التاسع عشر بمساعدة وتشجيع فرنسا النابليونية.
في عام 1836، سُمح لمواطني الولايات المتحدة بالعيش في ولاية تكساس المكسيكية ثاروا ضد الحكومة المكسيكية لتأسيس جمهورية تكساس المدعومة من الولايات المتحدة، وهي دولة كانت موجودة منذ أقل من 10 سنوات (من 14 مايو 1836 إلى 29 ديسمبر 1845) قبل ذلك. تم إلحاقها بالولايات المتحدة الأمريكية. ومع ذلك، في أغسطس 1837، قدم ميموكان هانت الابن، وزير تكساس إلى الولايات المتحدة، أول اقتراح ضم رسمي لإدارة فان بيورين (أول محاولات بقيادة أمريكية للاستيلاء على تكساس المكسيكية عن طريق التعطيل يعود تاريخها إلى عام 1819 ومن قبل المستوطنين الانفصاليين منذ عام 1826). في عام 1896 أنشأت بريطانيا دولة في زنجبار.

### خلالالحرب العالمية الأولى
- مملكة بولندا (1916-1918) - احتلت القوات المركزية الكونغرس الروسي في بولندا عام 1915، وفي عام 1916 أنشأت الإمبراطورية الألمانية والنمسا-المجر نظامًا ملكيًا بولنديًا من أجل استغلال الأراضي المحتلة بطريقة أسهل وتعبئة البولنديين ضدها الروس. في عام 1918 أصبحت الدولة مستقلة وشكلت العمود الفقري للجمهورية البولندية الثانية الجديدة المعترف بها دوليًا.
- مملكة ليتوانيا (1918) - بعد هزيمة روسيا والتنازلات الإقليمية عن معاهدة بريست ليتوفسك، أنشأ الألمان مملكة ليتوانيا. ومع ذلك أصبحت جمهورية مستقلة بهزيمة ألمانيا.
- دوقية كورلاند وسيميغاليا (1918) - في عام 1915 احتلت القوات الإمبراطورية الألمانية محافظة كورلاند الروسية، وأنهت معاهدة بريست ليتوفسك الحرب في الشرق، لذلك أسس الألمان البلطيقيون المحليون دوقية تحت التاج الألماني من ذلك الجزء أوبر أوست، مع عودة مشتركة للإدارة المدنية لصالح الجيش. تم دمج هذه الدولة بسرعة كبيرة مع دوقية دولة البلطيق، والأراضي المحتلة من الإمبراطورية الروسية في ليفونيا وإستونيا، في دوقية البلطيق المتحدة متعددة الأعراق.
- والحكومة المؤقتة لتراقيا الغربية الجمهوريات المؤقتة و  كانت الحكومة الوطنية المؤقتة لجنوب غرب القوقاز التي أنشأتها الأقليات التركية في تراقيا والقوقاز، بعد أن فقدت الإمبراطورية العثمانية أراضيها في هذه المناطق. كلاهما من نتاج وكالة المخابرات العثمانية، Teşkilat-ı Mahsusa، من حيث الهيكل التنظيمي والمنظمين، وكان لهما سمات مشتركة ملحوظة.[9]

## أمثلة بعد الحرب الباردة

### جمهورية الكويت
كانت جمهورية الكويت دولة مؤيدة للعراق قصيرة العمر في منطقة الخليج. ولم تستمر فوق الثلاثة أسابيع من ضمها إلى العراق في عام 1990.

### جمهورية كرايينا الصربية
كانت جمهورية كرايينا الصربية منطقة تُعلن ذاتيًا تخضع للتطهير عرقيًا من قبل القوات الصربية خلال حرب الاستقلال الكرواتية. كانت هذه الدولة تعتمد تمامًا على نظام الصربي سلوبودان ميلوشيفيتش ولم يتم الاعتراف بها على الصعيد الدولي.

## أمثلة متخالف عليها

### اليمن

خريطة المناطق المسيطر عليها في اليمن

المجلس الانتقالي الجنوبي المدعوم من الإمارات
  الحكومة اليمنية المعترف بها دولياً ومقرها المملكة العربية السعودية
 المجلس السياسي الأعلى بقيادة الحوثيين والمدعوم من إيران.

### ايران
- اليمن – ويعتبر البعض حكومة الحوثيين دولة دمية تدعمها إيران. لكن هذا التصنيف متنازع عليه[11]

### السعودية
- اليمن – تعتبر حكومة العليمي في بعض الأحيان دولة دمية تدعمها المملكة العربية السعودية.[12]

### الإمارات العربية المتحدة
- اليمن – ويعتبر المجلس الانتقالي الجنوبي في بعض الأحيان دولة دمية تدعمها دولة الإمارات العربية المتحدة.[13]

### بيلاروس
- بيلاروس بيلاروس تشكل دولة الاتحاد مع روسيا. تم وصفها بأنها دولة دمية لروسيا أو روسية بحكم الأمر الواقع منذ عام 2022، بعد إنهاء الاحتجاجات البيلاروسية 2020-2021 بمساعدة روسية، وكذلك الغزو الروسي لأوكرانيا عن طريق بيلاروس.[14] لقد اعترضت المعارضة البيلاروسية والبرلمان الأوكراني على هذا ، وبدلاً من ذلك وصفوا بيلاروس بأنها تحت الاحتلال العسكري الروسي.[15]